# Loricariidae
Famille
Sous-familles de rang inférieur
- Hypoptopomatinae
- Hypostominae
- Loricariinae
- Neoplecostominae

Les Loricariidés (Loricariidae) forment la plus grande famille de poissons-chats (ordre des Siluriformes), avec 1 000 espèces connues et de nouvelles espèces décrites chaque année. Les Loricariidés proviennent des eaux douces du Costa Rica, du Panama, et des zones tropicales et subtropicales d'Amérique du Sud. On connaît des loricariidés dans toutes les eaux douces du Panama à l'Argentine. Ces poissons sont connus  pour leur ventouse buccale, et les plaques osseuses couvrant leur corps. Plusieurs genres sont vendus sous le nom de plécos, notamment le pléco commun, et sont très populaires en aquariophilie. Plusieurs espèces sont connues pour produire des sons de stridulation grâce à leurs épines pectorales.

## Description et biologie
Cette famille est très variée notamment dans les couleurs et les formes. Les Loricariidés sont caractérisées par des plaques osseuses couvrant leur corps, similaire aux plaques osseuses des callichthyidae (en latin, Lorica signifie corselet), et par une  bouche en ventouse avec des papilles (petits barbillons) sur les lèvres. Les plaques couvrent presque la totalité de la surface du corps et sont parsemées d'odontodes. Lorsqu'elle est présente, la nageoire adipeuse a généralement une épine au niveau du bord avant. La plupart des espèces ont une alimentation herbivore (brouteurs d'algues grâce à leur bouche en ventouse) ou détritivore, et possèdent de manière correspondante un intestin plutôt long.
Leur taille peut varier de 3 centimètres au sein du genre Otocinclus à plus de 100 centimètres pour Panaque, Acanthicus et Pterygoplichthys.
Une des caractéristiques les plus évidentes des loricariidae est leur bouche en ventouse. La modification de la bouche et des lèvres permettent au poisson de se nourrir, de respirer et d'adhérer au substrat par aspiration. Pour réaliser l'adhésion, le poisson presse ses lèvres contre le substrat et gonfle sa bouche, ce qui provoque une pression négative. On pensait que les lèvres ne pouvaient pas à la fois fonctionner comme une ventouse et assurer la respiration continue, l'arrivée d'eau lors de la respiration devant logiquement réduire cette pression négative et décoller la ventouse. Mais il a été montré que la respiration et l'adhésion peuvent fonctionner simultanément. Le maxillaire supérieur des loricariidés est muni de petits barbillons autour desquels peut se glisser un mince filet d'eau lors de la respiration, sans remplir la bouche et donc sans entraîner le décollement de la ventouse buccale.
Contrairement à la plupart des autres poissons-chats, les pré-maxillaires  sont très mobiles, et la mâchoire inférieure a évolué vers une forme où les dents sont en position médiane. Le poisson fait tourner ses mâchoires inférieure et supérieure pour gratter le substrat. La mâchoire inférieure est la plus mobile.
Les Loricariidés ont développé plusieurs modifications de l'appareil digestif qui fonctionnent comme des organes respiratoires ou des organes hydrostatiques. Ces structures complexes qui ont été développées indépendamment les unes des autres. Cela comprend l'élargissement de l'estomac chez Pterygoplichthyini, Hypostomus, et Lithoxus, un diverticule en forme de U chez Rhinelepini, et un diverticule en forme d'anneau chez Otocinclus. Tous les loricariidés sont partiellement capables de respirer de l'air à travers la paroi de leur estomac.
Cette famille montre un dimorphisme sexuel considérable, encore davantage marqué au cours de la période de reproduction. Par exemple, chez Loricariichthys, le mâle a une grande expansion de sa lèvre inférieure, qui lui sert à tenir un paquet d'œufs. Les mâles Ancistrus ont sur la face des tentacules de chair. Nommés odontodes, ils se développent aléatoirement n'importe où sur la surface externe du corps et sont visibles peu de temps après l'éclosion;  il existe une grande variété de formes et de tailles. Chez la plupart des espèces Ancistrini, les odontodes  sont plus développés chez les mâles et sont utilisés pour la parade et les combats.

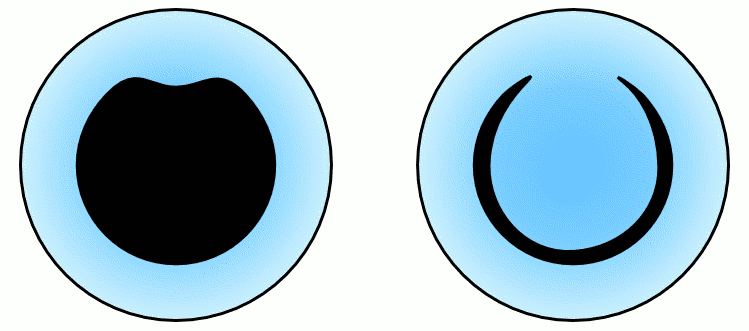
L' iris oméga de certains Loricariidae leur permet d'ajuster la quantité de lumière qui entre dans leurs yeux.

L'« iris oméga » des Loricariidés leur permet d'ajuster la quantité de lumière qui entre dans leurs yeux.
De nombreuses espèces ont une modification de l'iris appelée iris oméga, ce qui est rare chez les poissons osseux. La partie supérieure de l'iris descend pour former une boucle qui se dilate et se contracte, appelée opercule. Quand la lumière est plus intense, le diamètre de la pupille se réduit et la boucle augmente pour couvrir le centre de la pupille en créant une forme de croissant, laissant passer peu de lumière. Ce dispositif tire son nom de sa ressemblance avec la lettre grecque oméga (Ω), comme la boucle de l'iris ressemble à la boucle au-dessus des barres horizontales de la lettre, mais inversée. L'origine de cette structure n'est pas connue. Les espèces du groupe Rhinelepini sont une exception parmi les Loricariidés, ils disposent d'un iris normal. La présence ou l'absence de l'opercule d'iris peut également être utilisée pour l'identification des espèces de la sous-famille Loricariinae.

## Noms communs
Les membres de la famille des Loricariidés sont communément appelés ventouses, « lori », plécos ou simplement plecs (en anglais).
Ces noms sont pratiquement interchangeables lorsque l'on se réfère à un Loricariidé. Le nom « Plecostomus » et ses formes raccourcies sont devenues synonymes des Loricariidae en général, car Hypostomus plecostomus (anciennement appelé Plecostomus plecostomus) a été l'une des premières espèces importées pour l'aquariophilie occidentale. Cela peut causer une certaine confusion entre les amateurs et les professionnels.

## Taxinomie et évolution

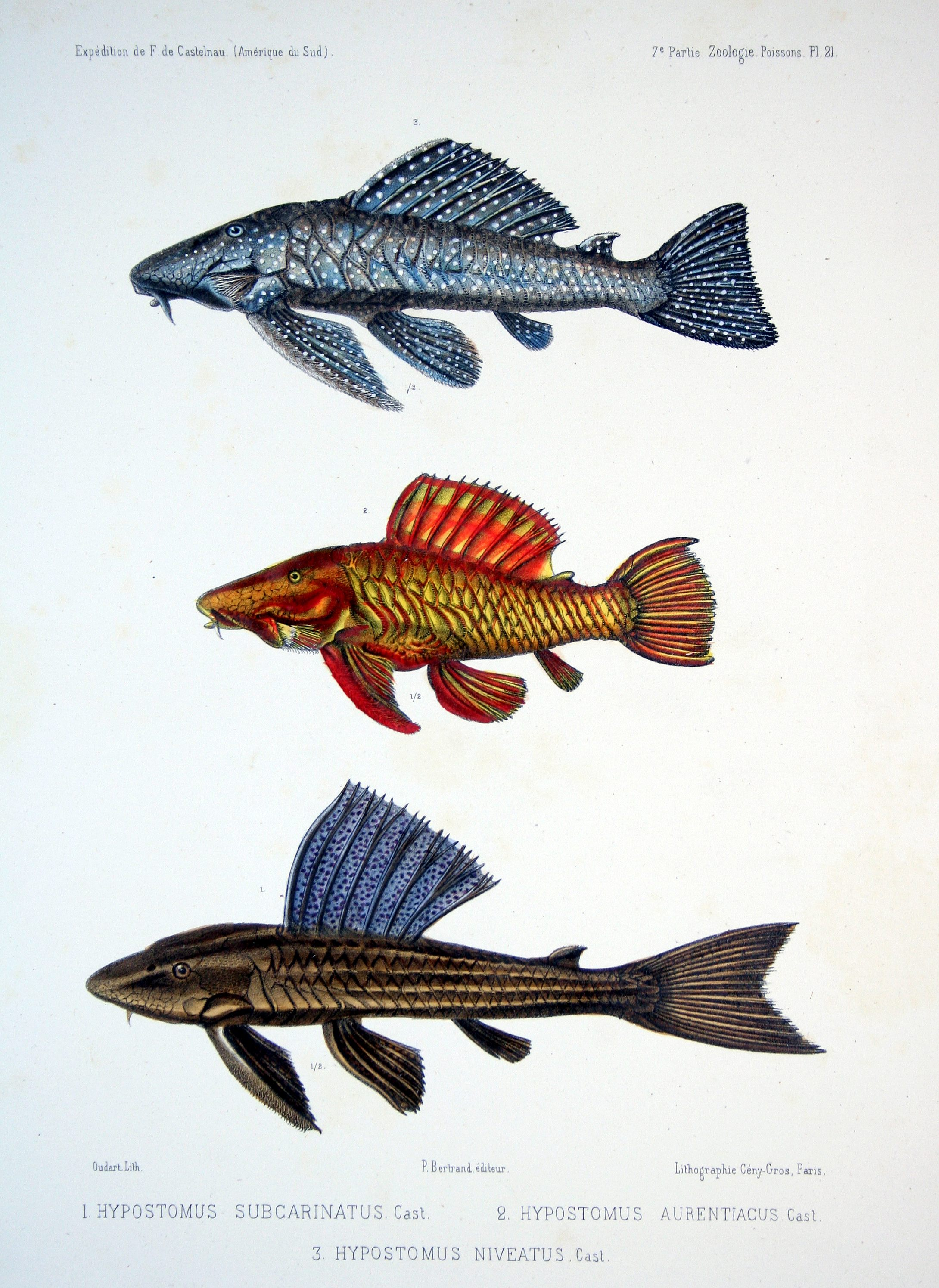
Carnet d'expédition en Amérique du Sud sous la direction du Comte Francis de Castenau, 1856.

En raison de leur morphologie très spécialisée, les loricariidés ont été reconnus comme un assemblage monophylétique, même dans les premières classifications des Siluriformes. Cela signifie qu'ils constituent un groupement naturel dérivé d'un ancêtre commun et tous ses descendants. Les Loricariidés sont l'une des sept familles de la super-famille des Loricarioidea, avec les Amphiliidae, les Trichomycteridae, les Nematogenyidae, les Callichthyidae, les Scoloplacidae et les Astroblepidae. Certaines de ces familles présentent également une ventouse ou une armure, mais jamais les deux à la fois.
C'est la plus grande famille de poissons-chats, elle comprend environ 684 espèces de près de 92 genres, avec de nouvelles espèces décrites chaque année. Cependant, la classification de cette famille est en révision permanente. Par exemple, la sous-famille Ancistrinae, acceptée seulement à partir de l'édition 2006 de Nelson's World Fish, devient par la suite une tribu en raison de sa reconnaissance en tant que groupe-sœur des Pterygoplichthyini. D'après Armbruster, six sous-familles sont reconnues: Delturinae, Hypoptopomatinae, Hypostominae, Lithogeneinae, Loricariinae et Neoplecostominae.
La famille est généralement considérée comme monophylétique, seule l'inclusion du genre Lithogenes fait débat. En effet, celui-ci est le seul genre au sein de la sous-famille des Lithogeneinae. Ce genre et cette sous-famille, le groupe de base dans la plupart des Loricariidae, pourrait être groupe-sœur pour le reste de la famille. Les Neoplecostominae forment le groupe le plus basal parmi les loricariidae, à l'exception des Lithogeneinae. Toutefois, les genres de Neoplecostominae ne semblent pas constituer un regroupement monophylétique. Les deux sous-familles des Loricariinae et Hypoptopomatinae sont généralement considérées comme monophylétiques. Toutefois, le monophylétisme et la composition des autres sous-familles sont actuellement à l'étude et seront probablement considérablement modifiés à l'avenir.
Les Hypostominae constituent la plus grande sous-famille des Loricariidae. Elle est composée de cinq groupes. Quatre de ces cinq groupes, Corymbophanini, Hypostomini, Pterygoplichthyini et Rhinelepini comprennent environ 24 genres. Le cinquième et le plus grand groupe, Ancistrini (anciennement reconnu comme une sous-famille), comprend 30 genres.
Les fossiles de Loricariidae sont extrêmement rares. Ils remontent généralement à la partie supérieure du Miocène. Dans le cadre de la super-famille des Loricarioidea, la morphologie de la mâchoire est de plus en plus complexe, ce qui a permis la grande diversification de Loricariidae, qui ont la mâchoire la plus évoluée.

### L-numbers
De nombreuses espèces de cette famille n'ayant pas encore été décrites scientifiquement, et n'ont donc pas de nomenclature binomiale valide, il est courant d'utiliser ce qu'il est convenu d'appeler des L-numbers, afin de désigner des potentielles espèces de manière claire, même si l'étude scientifique pourra montrer que deux L-numbers différents désignent une seule et même espèce.

## Répartition et habitat
La famille des Loricariidés est surtout répartie sur les deux côtés de la cordillère des Andes, et d'autre part, la plupart des espèces sont généralement limités à de petites aires de répartition. Les Loricariidae se trouvent dans des habitats d'eau douce du Costa Rica, de Panama et d'Amérique du Sud. Les différentes espèces sont présentes dans des ruisseaux aux flots rapides de la plaine jusqu'à 3 000 mètres d'altitude. Elles peuvent également être trouvées dans une variété d'autres environnements d'eau douce. Elles peuvent être trouvées dans les rivières torrentielles de montagne, calmes saumâtres des estuaires, eaux acides noires, et même dans les habitats souterrains.

## Écologie

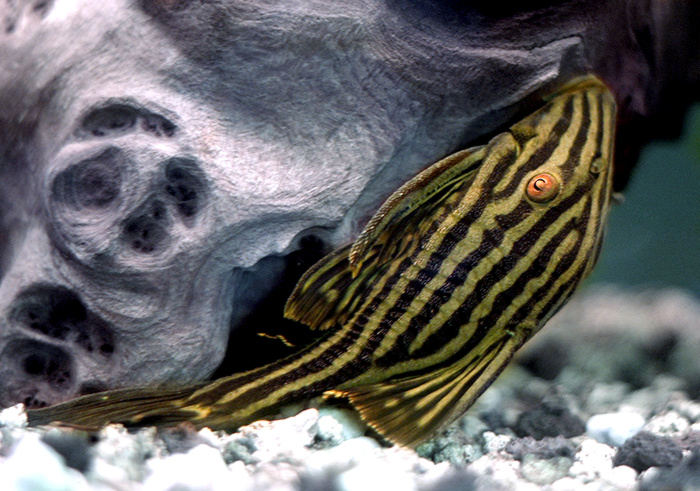
Un Panaque nigrolineatus sur une racine

Grâce à leur bouche en ventouse, les Loricariidés peuvent adhérer facilement à des supports de leurs habitats, notamment dans les rapides. La bouche et les dents sont aussi adaptées à l'alimentation, elles sont capables d'avaler une grande variété d'aliments tels que les algues, les invertébrés et les détritus. Un grand nombre d'espèces sont limivores (c'est-à-dire qu'elles se nourrissent du tapis algaire, et des animalcules qui y vivent), mais certaines, notamment les espèces du genre Panaque, sont xylophages : une flore de commensaux du tube digestif (bactéries et protozoaires) leur permet de consommer et digérer la lignine du bois.
La plupart des espèces de Loricariidés sont des animaux nocturnes. Certaines espèces sont territoriales, alors que d'autres, comme les Otocinclus, préfèrent vivre au sein d'un groupe.
Le système de respiration de nombreux Loricariidés est bien connu. Beaucoup d'espèces possèdent un système de respiration facultatif utilisant leur estomac lorsque celui-ci est vide de nourriture. Leur capacité à respirer l'air dépend du risque d'hypoxie ; les espèces habitant les torrents n'ont aucune possibilité de respirer l'air, celles habitant dans les grands fleuves, comme Hypostomus, au contraire, en sont capables. Les Pterygoplichthys peuvent même être vendus sans eau dans les magasins d'aquariophilie, ils survivent jusqu'à 30 heures hors de l'eau. Grâce à ce système ils peuvent survivre à la saison sèche, pendant laquelle l'eau des rivières contient peu d'oxygène.
Les Loricariidés présentent un large éventail de stratégies de reproduction, comprenant le creusement d'une cavité de frai, la fixation des œufs sur le revers de roches et le transport des œufs. Les soins parentaux sont généralement importants : ils défendent et entretiennent les œufs et les alevins. Les œufs éclosent après 4 à 20 jours, selon les espèces.

## Classification
| - genre Acanthicus Agassiz, 1829 - genre Ancistrus Kner, 1854 - genre Baryancistrus Rapp Py-Daniel, 1989 - genre Chaetostoma Tschudi, 1846 - genre Cordylancistrus Isbrücker, 1980 - genre Dekeyseria Rapp Py-Daniel, 1985 - genre Dolichancistrus Isbrücker, 1980 - genre Exastilithoxus Isbrücker & Nijssen, 1979 - genre Guyanancistrus Isbrücker, 2001 - genre Hemiancistrus Bleeker, 1862 - genre Hopliancistrus Isbrücker & Nijssen, 1989 - genre Hypancistrus Isbrücker & Nijssen, 1991 - genre Lasiancistrus Regan, 1904 - genre Leporacanthicus Isbrücker & Nijssen, 1989 - genre Lipopterichthys Norman, 1935 - genre Lithoxancistrus Isbrücker, Nijssen & Cala, 1988 - genre Lithoxus Eigenmann, 1910 - genre Loraxichthys Salcedo, 2013 - genre Megalancistrus Isbrücker, 1980 - genre Micracanthicus Lujan & Armbruster, 2011 - genre Neblinichthys Ferraris, Isbrücker & Nijssen, 1986 - genre Panaqolus Isbrücker & Schraml, 2001 - genre Panaque Eigenmann & Eigenmann, 1889 - genre Parancistrus Bleeker, 1862 - genre Paulasquama Armbruster & Taphorn, 2011 - genre Pseudacanthicus Bleeker, 1862 - genre Pseudancistrus Bleeker, 1862 - genre Pseudolithoxus Isbrücker & Werner, 2001 - genre Scobinancistrus Isbrücker & Nijssen, 1989 - genre Soromonichthys Lujan & Armbruster, 2011 - genre Spectracanthicus Nijssen & Isbrücker, 1987 | - genre Delturus Eigenmann & Eigenmann, 1889 - genre Hemipsilichthys Eigenmann & Eigenmann, 1889 | - genre Acestridium Haseman, 1911 - genre Corumbataia Britski, 1997 - genre Epactionotus Reis & Schaefer, 1998 - genre Eurycheilichthys Reis & Schaefer, 1993 - genre Gymnotocinclus Carvalho, Lehmann A. & Reis, 2008 - genre Hisonotus Eigenmann & Eigenmann, 1889 - genre Hypoptopoma Günther, 1868 - genre Lampiella Isbrücker, 2001 - genre Macrotocinclus Isbrücker & Seidel, 2001 - genre Microlepidogaster Eigenmann & Eigenmann, 1889 - genre Nannoptopoma Schaefer, 1996 - genre Niobichthys Schaefer & Provenzano, 1998 - genre Otocinclus Cope, 1871 - genre Otothyris Myers, 1927 - genre Otothyropsis Ribeiro, Carvalho & Melo, 2005 - genre Oxyropsis Eigenmann & Eigenmann, 1889 - genre Parotocinclus Eigenmann & Eigenmann, 1889 - genre Plesioptopoma Reis, Pereira & Lehmann A., 2012 - genre Pseudotothyris Britski & Garavello, 1984 - genre Rhinolekos Martins & Langeani, 2011 - genre Schizolecis Britski & Garavello, 1984 | - genre Aphanotorulus Isbrücker & Nijssen, 1983 - genre Corymbophanes Eigenmann, 1909 - genre Etsaputu Lujan, Armbruster & Rengifo, 2011 - genre Glyptoperichthys Weber, 1991 - genre Hypostomus Lacepède, 1803 - genre Isorineloricaria Isbrücker, 1980 - genre Leptoancistrus Meek & Hildebrand, 1916 - genre Peckoltia Miranda Ribeiro, 1912 - genre Pogonopoma Regan, 1904 - genre Pseudorinelepis Bleeker, 1862 - genre Pterygoplichthys Gill, 1858 - genre Rhinelepis Agassiz, 1829 - genre Squaliforma Isbrücker & Michels, 2001 | - genre Lithogenes Eigenmann, 1909 - genre Apistoloricaria Isbrücker & Nijssen, 1986 - genre Aposturisoma Isbrücker, Britski, Nijssen & Ortega, 1983 - genre Brochiloricaria Isbrücker & Nijssen, 1979 - genre Crossoloricaria Isbrücker, 1979 - genre Cteniloricaria Isbrücker & Nijssen, 1979 - genre Dasyloricaria Isbrücker & Nijssen, 1979 - genre Dentectus Martín Salazar, Isbrücker & Nijssen, 1982 - genre Farlowella Eigenmann & Eigenmann, 1889 - genre Fonchiiichthys Isbrücker & Michels, 2001 - genre Fonchiiloricaria Rodriguez, Ortega & Covain, 2011 - genre Furcodontichthys Rapp Py-Daniel, 1981 - genre Harttia Steindachner, 1877 - genre Harttiella Boeseman, 1971 - genre Hemiloricaria Bleeker, 1862 - genre Hemiodontichthys Bleeker, 1862 - genre Ixinandria Isbrücker & Nijssen, 1979 - genre Lamontichthys Miranda Ribeiro, 1939 - genre Limatulichthys Isbrücker & Nijssen, 1979 - genre Loricaria Linnaeus, 1758 - genre Loricariichthys Bleeker, 1862 - genre Metaloricaria Isbrücker, 1975 - genre Paraloricaria Isbrücker, 1979 - genre Planiloricaria Isbrücker, 1971 - genre Proloricaria Isbrücker, 2001 - genre Pseudohemiodon Bleeker, 1862 - genre Pseudoloricaria Bleeker, 1862 - genre Pterosturisoma Isbrücker & Nijssen, 1978 - genre Pyxiloricaria Isbrücker & Nijssen, 1984 - genre Reganella Eigenmann, 1905 - genre Rhadinoloricaria Isbrücker & Nijssen, 1974 - genre Ricola Isbrücker & Nijssen, 1978 - genre Rineloricaria Bleeker, 1862 - genre Spatuloricaria Schultz, 1944 - genre Sturisoma Swainson, 1838 - genre Sturisomatichthys Isbrücker & Nijssen, 1979 | - genre Hirtella Pereira, Zanata, Cetra & Reis, 2014 - genre Isbrueckerichthys Derijst, 1996 - genre Kronichthys Miranda Ribeiro, 1908 - genre Neoplecostomus Eigenmann & Eigenmann, 1888 - genre Pareiorhaphis Miranda Ribeiro, 1918 - genre Pareiorhina Gosline, 1947 - genre Pseudotocinclus Nichols, 1919 |

## Galerie

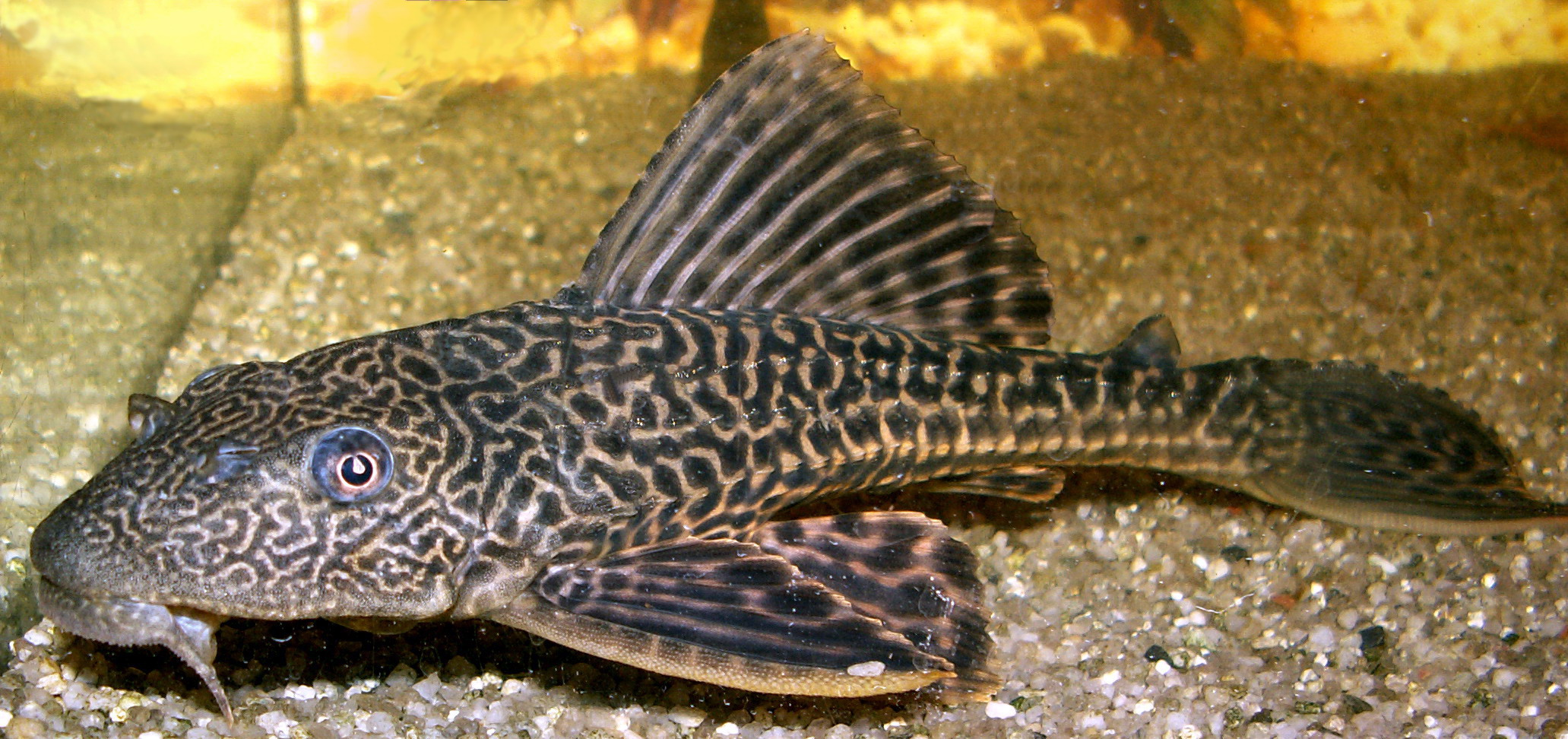
Liposarcus multiradiatus
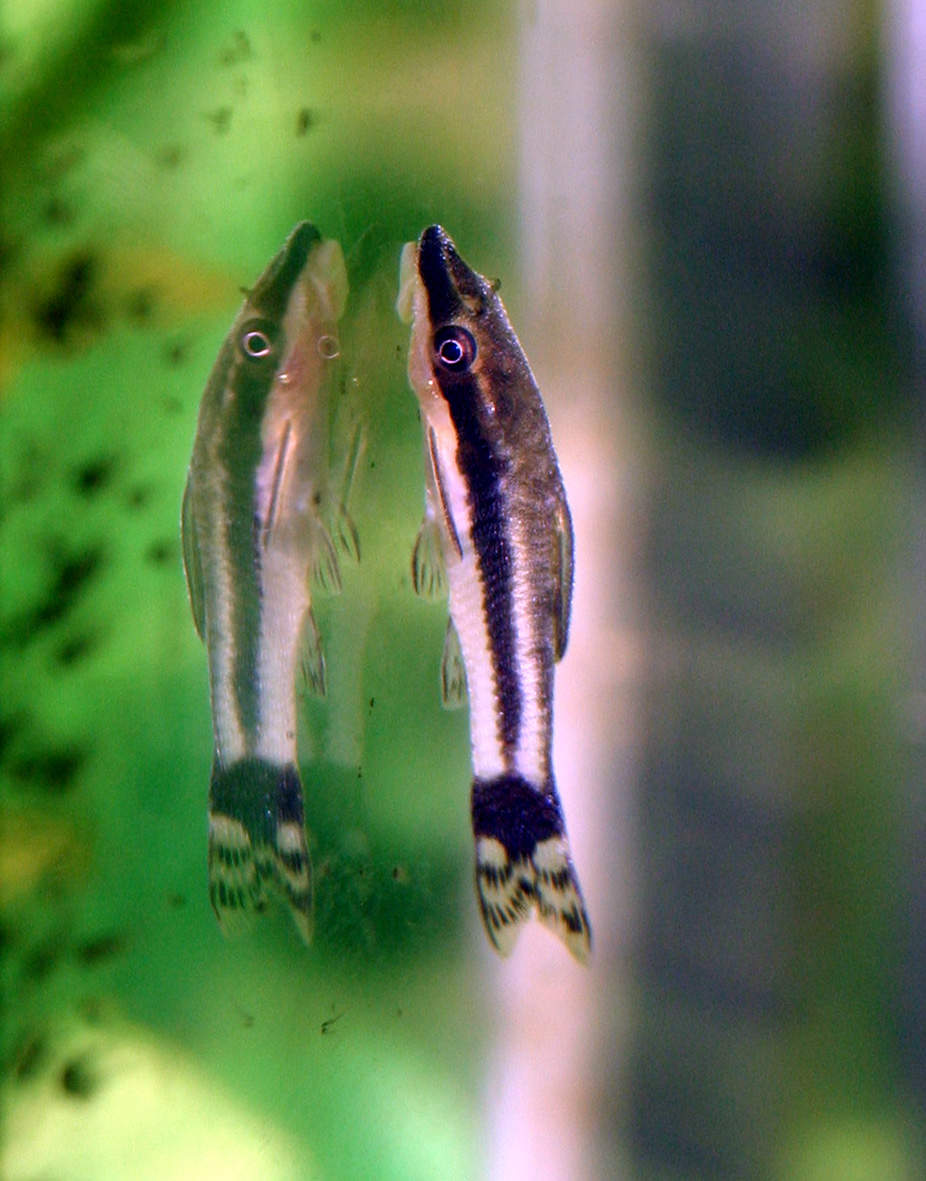
Otocinclus affinis
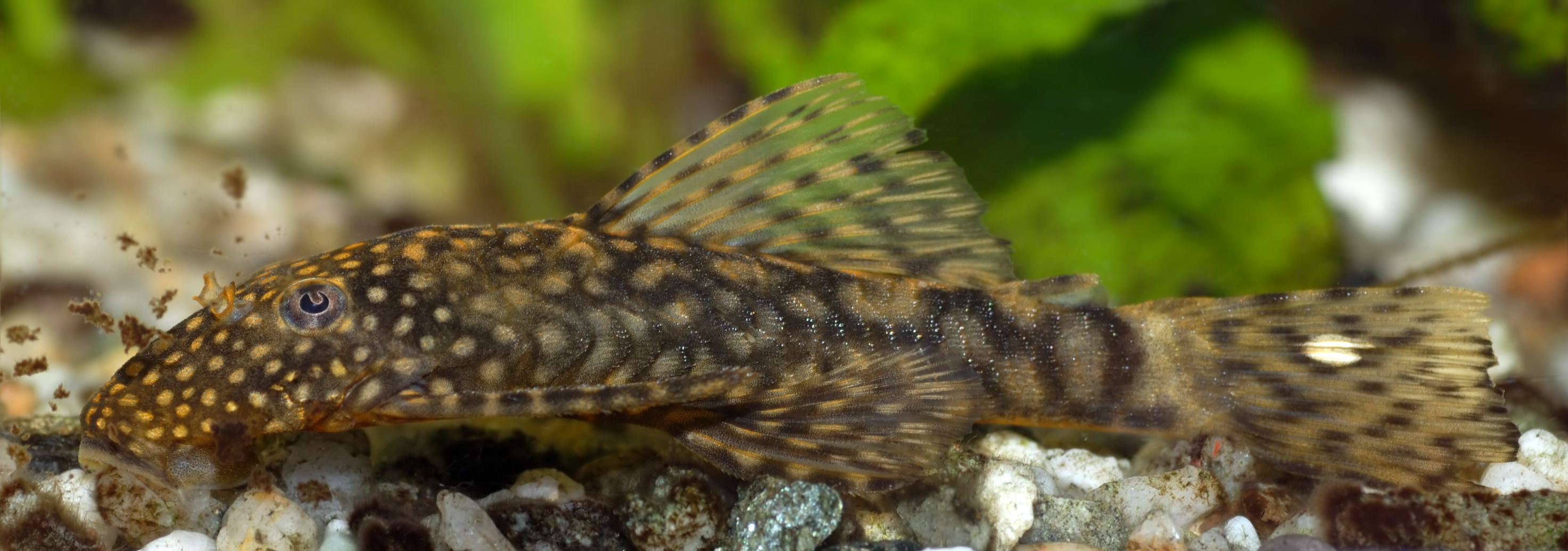
Ancistrus dolichopterus
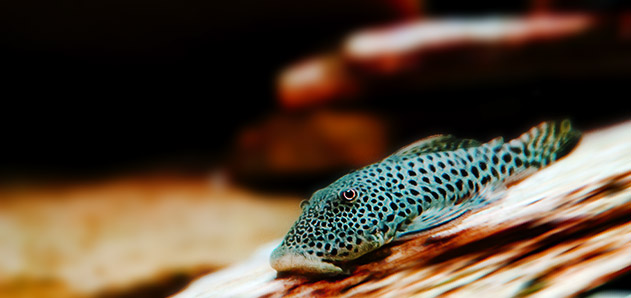
Chaetostoma
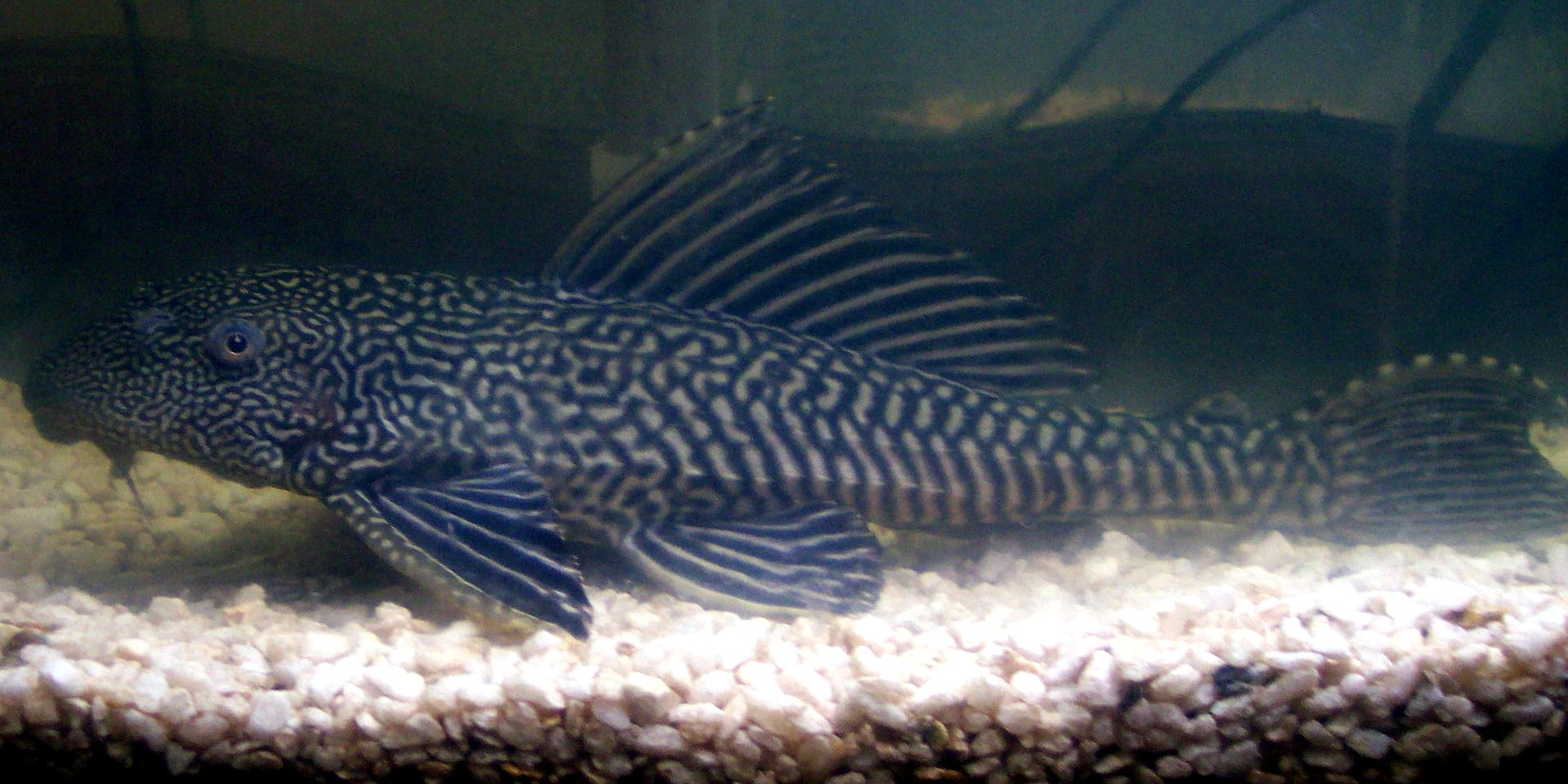
Liposarcus pardalis
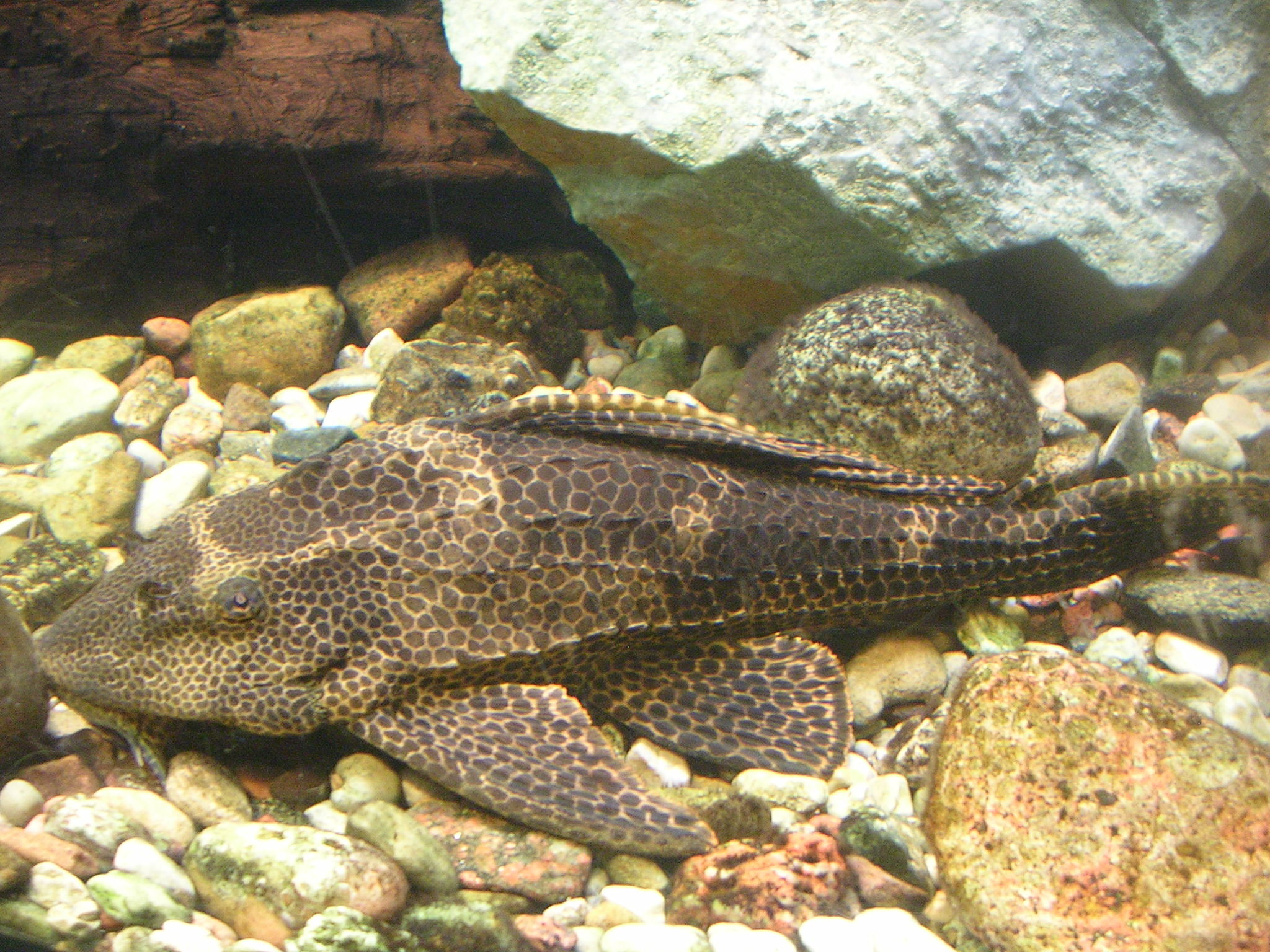
Hypostomus
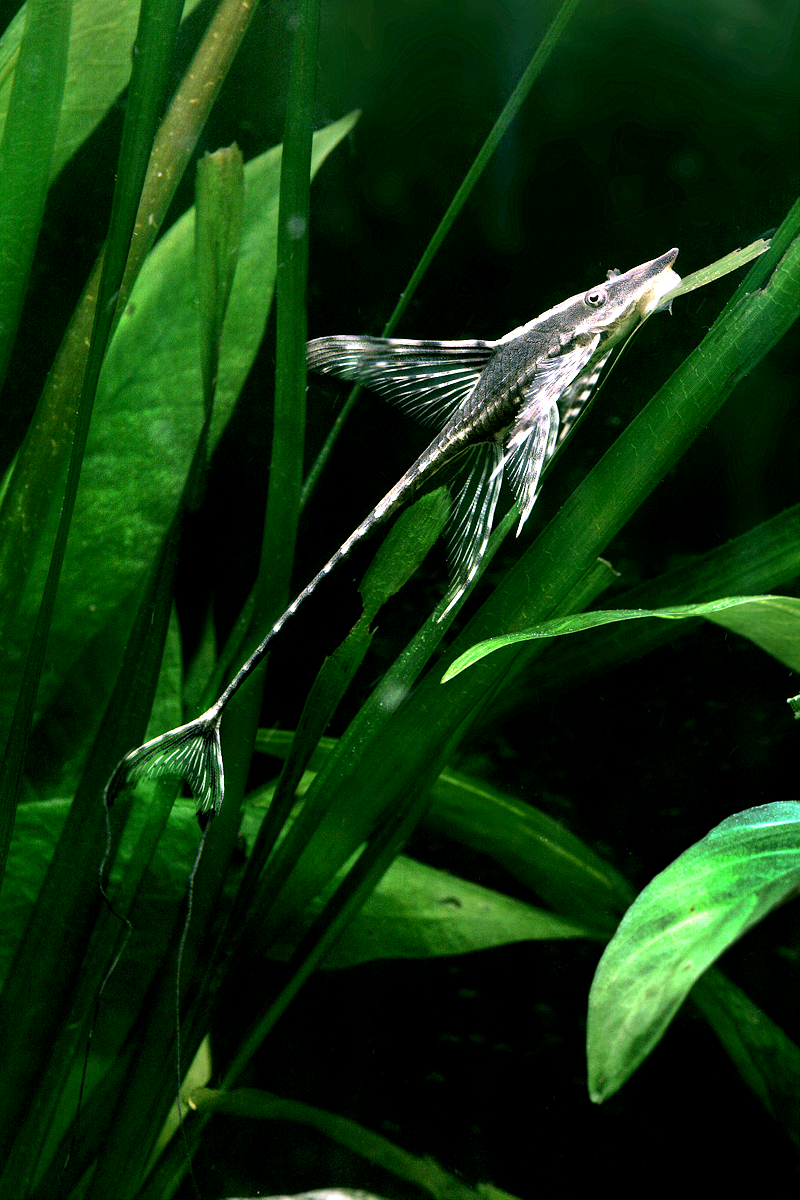
Sturisoma aureum
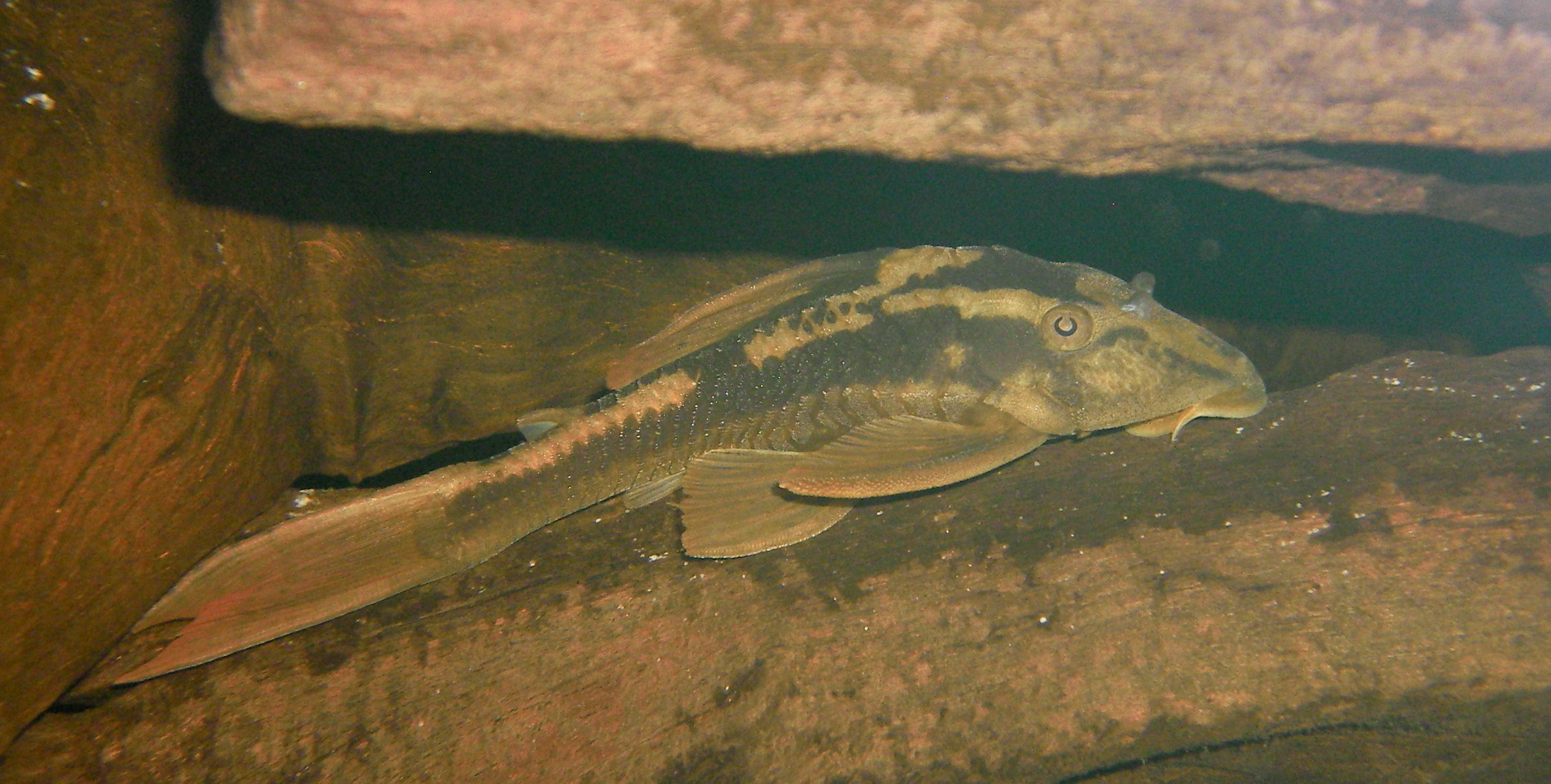
Hypostomus
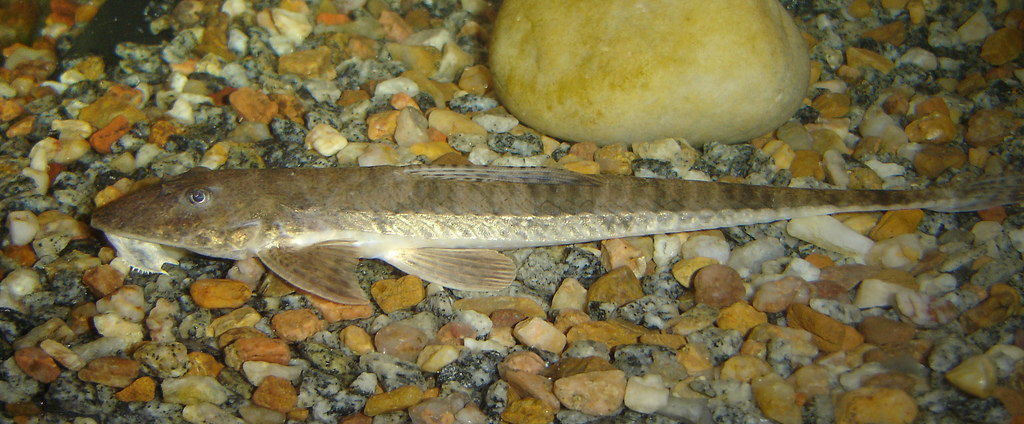
Rineloricaria longicauda
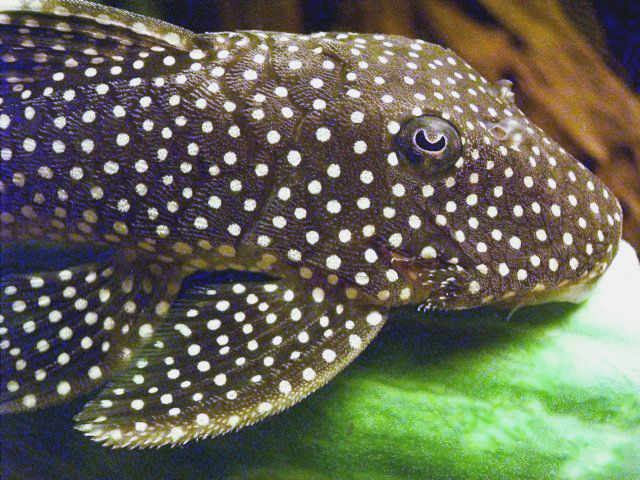
Baryancistrus
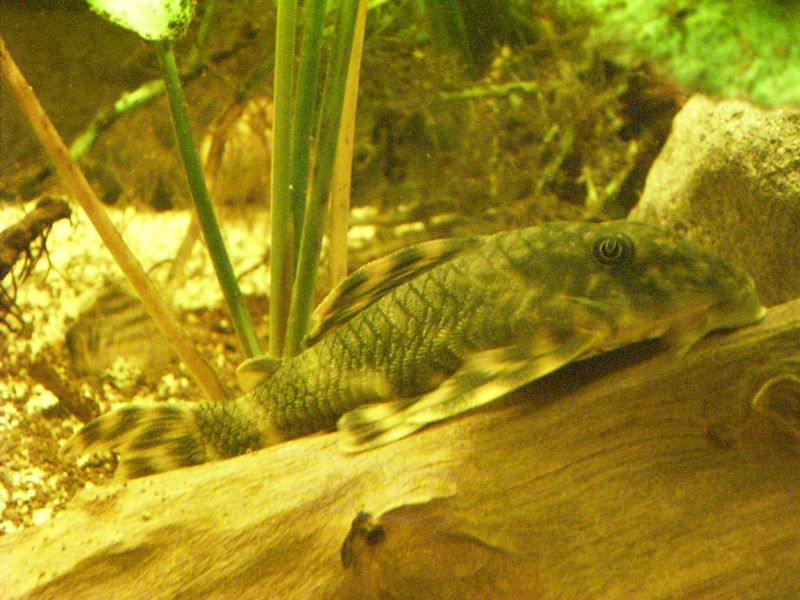
Peckoltia
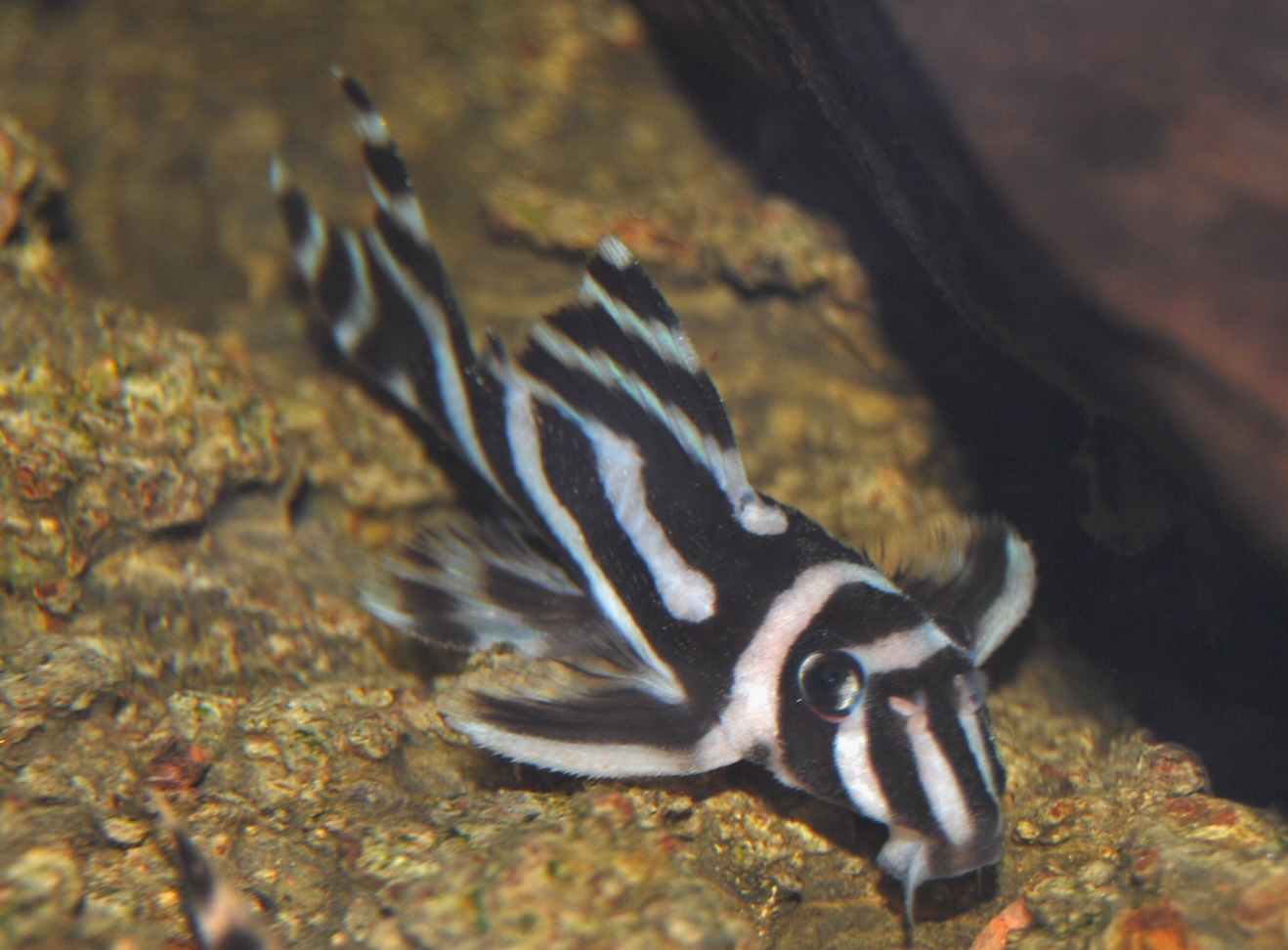
Hypancistrus zebra